# 천장크레인

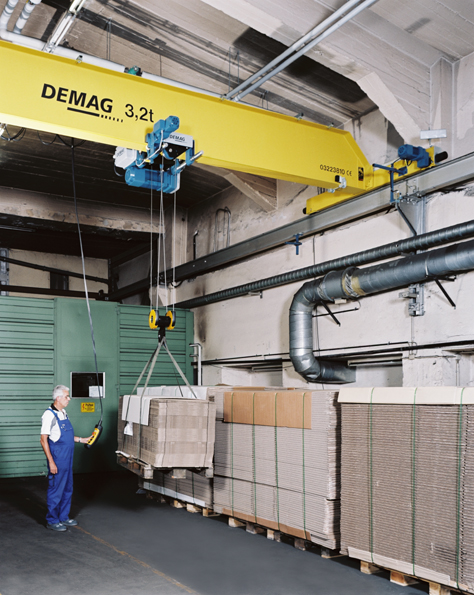
천장크레인

천장크레인(overhead crane or bridge crane)은 건물 내부 천장의 세로 I빔에 놓인 두 개의 평행 레일로 구성되며, 이 레일은 브래킷을 통해 반대편 철제 기둥에 고정된다. 크레인의 리프팅 부품인 호이스트는 이동식 브리지를 따라 이동한다. 공장이나 양수장 등에서 기계나 펌프 등 중량물의 설치, 해체, 이동 등의 용도로 사용한다.

## 같이 보기
- 갠트리 크레인